# Гаї Великі
Гаї́ Вели́кі — пасажирський залізничний зупинний пункт Тернопільської дирекції Львівської залізниці.
Розташований у селі Великі Гаї, Тернопільський район Тернопільської області на лінії Тернопіль — Підволочиськ між станціями Тернопіль (7 км) та Бірки-Великі (7 км).
Станом на травень 2019 року щодня чотири пари електропотягів прямують за напрямком Підволочиськ — Тернопіль-Пасажирський.